# Microbryum longipes
Microbryum longipes là một loài Rêu trong họ Pottiaceae. Loài này được (J. Guerra, J.J. Martínez & Ros) R.H. Zander mô tả khoa học đầu tiên năm 1993.